# Wolfgang Dremmler
Wolfgang Dremmler, född 12 juli 1954, är en tysk före detta fotbollsspelare.
Wolfgang Dremmler var mittfältare i Bayern München och Västtysklands landslag i början av 1980-talet. 

## Meriter
- 27 A-landskamper för Västtyskland
- VM i fotboll: 1982
  - VM-silver: 1982
- Tysk mästare: 1980, 1981
- DFB-pokal: 1982, 1984